# كولار (مقاطعة آباده)
كولار (بالفارسية: کولار) هي قرية تقع في الناحية المركزية, قسم خسروشيرين الريفي في إيران.